# Зленко Олексій Миколайович
Зле́нко Олексі́й Микола́йович (2 грудня 1914, Краснопілля — 25 травня 2007, Запоріжжя) — український авіаконструктор і інженер-механік, учасник Другої світової війни, фахівець з компресорних вузлів турбореактивних двигунів, лауреат Ленінської премії (1960).

## Біографія
Народився 2 грудня 1914 року в смт Краснопілля (тепер — Сумська область, Україна). Після закінчення технікуму у 1936 році вступив до Харківського авіаційного інституту, який закінчив 1941 року за фахом інженера-механіка.
З 1941 по 1945 роки служив у лавах Червоної армії, пройшов шлях від молодшого лейтенанта до командира батальйону. У 1942 році потрапив у німецький полон, звільнений у 1944-му. Учасник боїв за Будапешт, де був поранений.

## Кар’єра
У квітні 1946 року розпочав роботу на заводі № 478 (нині — АТ «Мотор Січ») в Запоріжжі, пройшовши шлях від інженера до керівника компресорного відділу. Брав участь у створенні авіадвигуна АІ-20, за що у 1960 році був удостоєний Ленінської премії.
У 1966 році захистив кандидатську дисертацію з технічних наук. Працював із провідними представниками вітчизняної авіаційної галузі, серед яких — академіки й відомі конструктори Олександр Івченко, Володимир Лотарєв, Сергій Ільюшин, Олег Антонов, Федір Муравський, Віктор Чуйко та інші. У співпраці з цими фахівцями впродовж 1950–1980-х років було створено низку високотехнологічних і надійних літаків, зокрема Ан-10, Ан-12, Ан-74, Іл-18, Ан-124 «Руслан», Як-40 та інші. Участь у цих процесах брав і Зленко — як один з інженерів і конструкторів, що сприяли виходу вітчизняної авіації на світовий рівень.

## Нагороди
- Орден Червоної Зірки (1945)
- Медаль «За відвагу» (1945)
- Медаль «За взяття Будапешта» (1945)
- Медаль «За перемогу над Німеччиною у Великій Вітчизняній війні 1941—1945 рр.» (1945)
- Ленінська премія (1960)
- Орден Трудового Червоного Прапора (1961)
- Орден «Знак Пошани» (1976)
- Орден Вітчизняної війни II ступеня (1985)

## Пам’ять
Зленко виховав покоління талановитих конструкторів, серед яких — Федір Муравченко, який очолив КБ після Олександра Івченка. Його вклад у розвиток українського авіадвигунобудування є значним і визнаним на міжнародному рівні.